# Geria
Geria – gmina w Hiszpanii, w prowincji Valladolid, w Kastylii i León, o powierzchni 18,18 km². W 2011 roku gmina liczyła 508 mieszkańców.